# Adranes
Genre
Adranes est un genre de coléoptères de la famille des Staphylinidae.

## Systématique
Selon Catalogue of Life (5 décembre 2016), les espèces suivantes sont reconnues :
- Adranes angustus Casey, 1924
- Adranes coecus LeConte, 1849
- Adranes dietzi Schaeffer, 1906
- Adranes lecontei Brendel, 1865
- Adranes pacificus Wickham, 1901
- Adranes taylori Wickham, 1901